# 乳香二烯酮酸
乳香二烯酮酸是一种有机化合物，化学式C30H46O3，属于甘遂烷型四环三萜化合物，存在于收敛性乳椿（Amphipterygium adstringens）等植物中，类似的化合物还有乳香二烯酸。